# Dąbrowa-Wilki
Dąbrowa-Wilki – wieś w Polsce położona w województwie podlaskim, w powiecie wysokomazowieckim, w gminie Szepietowo.
Zaścianek szlachecki Wilki należący do okolicy zaściankowej Dąbrowa położony był w drugiej połowie XVII wieku w ziemi drohickiej województwa podlaskiego. W latach 1975–1998 miejscowość administracyjnie należała do województwa łomżyńskiego.
Wierni kościoła rzymskokatolickiego należą do parafii św. Stanisława Biskupa i Męczennika w Dąbrowie Wielkiej.

## Historia
W roku 1565 na wojnę z Moskwą wyruszył dziedzic z tej wsi Szymon Stanisławowicz. Dwa lata później na wojnę do Mołodeczna powołano: syna Stanisława Jakubowicza, Bartosza Markowicza, Mikołajewiczów: Tomasza, Szymona i syna Matysa, Grzegorzewiczów: Jana, Stanisława i Matysa, Janowiczów: Bartosza i Grzegorza, Olkowiczów: Stanisława, Wojtka i syna Abrama, Janowiczów: Jakuba, Marcina i Stanisława. Hanna Szczęśnianka wyruszyła z mężem, Szymonem Pieszczikom.
W roku 1674 we wsi mieszkało 11 drobnoszlacheckich rodzin, wszyscy o nazwisku Dąbrowscy.
Inni, wymienieni w źródłach mieszkańcy wsi:
- 1711 – Tomasz Woliński, burgrabia grodzki, brański
- 1745 - Walerian Woliński, burgrabia drohicki
- 1747 – Franciszek Korzeniewski, komornik ziemi drohickiej
- 1750 – Tomasz Markowski, cześnik podlaski
- 1755 – Teresa Markowska, podczaszanka podlaska
- 1851 – urodzony Romuald Walenty Dąbrowski i jego żona Marianna z Gołaszewskich szlachty legitymowanej[9]

W XIX w. miejscowość tworzyła tzw. okolicę szlachecką Dąbrowa w powiecie mazowieckim, gmina Szepietowo, parafia Dąbrowa Wielka.
W roku 1827 w skład okolicy wchodziły:
- Dąbrowa-Bybytki, 9 domów i 66 mieszkańców. Folwark Bybytki z przyległymi w Łazach i Nowejwsi o powierzchni 324 morgów
- Dąbrowa-Cherubiny, 17 domów i 95 mieszkańców
- Dąbrowa-Gogole, 14 domów i 71 mieszkańców
- Dąbrowa-Kity, 3 domy i 23 mieszkańców
- Dąbrowa-Łazy, 29 domów i 170 mieszkańców
- Dąbrowa-Michałki, 21 domów i 125 mieszkańców
- Dąbrowa-Moczydły, 24 domy i 149 mieszkańców
- Dąbrowa-Nowawieś
- Dąbrowa-Szatanki, 8 domów i 60 mieszkańców
- Dąbrowa-Tworki, 6 domów i 46 mieszkańców
- Dąbrowa-Wielka
- Dąbrowa-Dołęgi, 28 domów i 139 mieszkańców
- Dąbrowa-Rawki, 17 domów i 127 mieszkańców (obecnie nie istnieje)
- Dąbrowa-Zgniła, parafia Jabłonka, 31 domów i 150 mieszkańców (obecnie nie istnieje)[10]

Współcześnie istnieją również:
- Dąbrowa-Kaski
- Dąbrowa-Wilki
- Dąbrowa-Zabłotne

W roku 1921 naliczono tu 19 budynków z przeznaczeniem mieszkalnym oraz 159 mieszkańców (85 mężczyzn i 74 kobiety). Narodowość polską podało 158 osób, a 1 inną.

## Obiektyzabytkowe
- krzyż przydrożny, metalowy z cokołem kamiennym z roku 1891[12]